# ヴォルタ州、グレーター・アクラ州、セントラル州、ウェスタン州の城塞群
「ヴォルタ州、グレーター・アクラ州、セントラル州、ウェスタン州の城塞群」は、ガーナにある近世の要塞群の世界遺産登録物件。ガーナ（旧英領ゴールド・コースト）の沿岸部には、イギリスやオランダをはじめとする西洋諸国がかつて建造した、西洋式の要塞群が多く現存する。世界遺産登録に当たっては、それら要塞群のうち、ヴォルタ州、グレーター・アクラ州、セントラル州、ウェスタン州に残る15世紀末から18世紀初頭に建造された11件が対象となった。ただし登録物件はセントラル州とウェスタン州にのみ点在している。なお、この物件は、日本では「ガーナのベナン湾沿いの城塞群（要塞群）」と意訳されることがある。

## 歴史
ガーナの沿岸部には、15世紀以降西洋人が貿易のための拠点を設置した。ベナン湾一帯は、かつてゴールドコースト（黄金海岸）と呼ばれたことからも明らかなように、もとは金の輸出で栄え、のちには奴隷貿易で栄えた。
貿易が盛んになり、拠点となる要塞（多くは商館を兼ねる）が次々建てられると、沿岸部は要塞群が点在する独特の景観を呈した。かつて60以上あった要塞群も現存するのは約3分の1であり、博物館や学校等の施設に転用されているものもある。

## 要塞群
世界遺産に登録されているのは、以下の11件である。
セントラル州
- 喜望要塞 (ID34-001 : Fort Good Hope / Fort Goedehoop, Senya Beraku) - 1667年建造
- ペイシエンス要塞 (ID34-003 : Fort Patience / Fort Leysaemhyt, Apam) - 1696年から1702年の建造
- アムステルダム要塞 (ID34-004 : Fort Amsterdam, Abandze) - 1631年建造。現在の名称は1665年にイギリス人からオランダ人が奪取した際に付けられたもので、ニューアムステルダムがニューヨークとなったことの意趣返しの要素があった。
- ケープ・コースト城 (ID34-002 : Cape Coast Castle, Cape Coast) - 1630年建造
- セント・ジャゴ要塞 (ID34-005 : Fort St. Jago / Fort Conraadsburg, Elmina) - 1555年建造
- エルミナ城 (ID34-011 : en:Elmina Castle / St. George’s Castle / Fort St. Jorge, Elmina) - 1482年建造。もとはポルトガル人が建造したものであり、ガーナ沿岸部の要塞群のなかで最古を誇る。
- イングリッシュ要塞 (ID34-009 : English Fort / Fort Vrendenburg, Komenda) - 1663年建造

ウェスタン州
- サン・セバスティアン要塞 (ID34-007 : Fort San Sebastian, Shama) - 1652年建造
- バテンシュタイン要塞 (ID34-006 : Fort Batenstein, Butri) - 1656年建造
- メタル・クロス要塞 (ID34-008 : Fort Metal Cross, Dixcove) - 1693年建造
- セント・アントニー要塞 (ID34-010 : Fort Saint Antony, Axim) - 1502年建造。現在は郵便局として使われている。

## 登録基準
この世界遺産は世界遺産登録基準のうち、以下の条件を満たし、登録された（以下の基準は世界遺産センター公表の登録基準からの翻訳、引用である）。
- (6) 顕著で普遍的な意義を有する出来事、現存する伝統、思想、信仰または芸術的、文学的作品と直接にまたは明白に関連するもの（この基準は他の基準と組み合わせて用いるのが望ましいと世界遺産委員会は考えている）。

登録基準に基づく評価内容は以下の通り。
- (6) ガーナの城と要塞は、まず金貿易、次いで奴隷貿易の中心地として、4世紀にわたりガーナの歴史だけでなく世界の歴史にも影響を与えてきた。ヨーロッパとアフリカの出会い、そしてアフリカ系移民の出発点を象徴する、重要かつ感動的な存在である。

なお、文化遺産としてのカテゴリーは、「建造物群」(group of buildings) である。